# Выборы президента Чеченской Республики Ичкерия (1997)
Выборы президента Чеченской Республики Ичкерия 1997 года состоялись 27 января. Результатом стало избрание Аслана Масхадова. Одновременно прошли выборы в Парламент республики.

## Начало выборов
К началу выборов из Чечни были выведены все российские подразделения Вооружённых сил и МВД. 17 декабря 1996 года в Новых Атагах произошло убийство шести сотрудников международного Красного Креста. Многие кандидаты пытались использовать этот факт для компрометации соперников.
В выборах смогли принять участие более пяти тысяч чеченских беженцев в Ингушетии — 63 % от общего числа беженцев, имеющих право голоса. Для участия в выборах в Чечню из Дагестана приехали 10 тысяч чеченцев-аккинцев.
В октябре-декабре 1996 года на пост президента ЧРИ было выдвинуто более 20 кандидатур. Основными претендентами являлись президент ЧРИ Зелимхан Яндарбиев, премьер-министр ЧРИ Аслан Масхадов, академик Руслан Хасбулатов, вице-премьер ЧРИ Мовлади Удугов, помощник президента ЧРИ по безопасности Ахмед Закаев, полевые командиры Шамиль Басаев и Ваха Арсанов, бывший председатель Парламента ЧР Юсуп Сосламбеков. В декабре сняли свои кандидатуры Руслан Хасбулатов (под давлением со стороны полевых командиров) и В. Арсанов (баллотировался вместе с А. Масхадовым как кандидат на пост вице-президента).

## Итоги выборов
По данным Центральной избирательной комиссии Чечни, кандидатами в президенты были зарегистрированы 13 человек. Также было заявлено, что около трети бюллетеней не было подсчитано. Никакие результаты экзитполов не были обнародованы. Аслан Масхадов набрал 59,3 % голосов, занявший второе место Шамиль Басаев — 23,5 %.
На пресс-конференции, где было объявлено о победе Масхадова, последний заявил, что будет добиваться международного признания Чечни всеми странами мира, включая Россию. Также им было заявлено, что он собирается строить исламское государство. Своего соперника по выборам Шамиля Басаева Масхадов упрекнул в ведении выборной кампании грязными методами. Тем не менее, Масхадов заявил о своей готовности сотрудничать с любым из своих соперников по выборам.
В парламент республики баллотировались 766 кандидатов, претендовавших на 63 депутатских кресла. Всего несколько депутатов смогли победить в первом туре. Для укомплектования депутатского корпуса потребовался второй тур, который назначили на 16 февраля. Были признаны избранными 44 депутата. Остальных депутатов избрали позже.

### Выборы в парламент
Выборы депутатов Парламента ЧРИ состоялись 27 января и 15 февраля 1997 года. В два тура. 
Выборы депутатов проводились по 63 избирательным округам. В первом туре депутаты были избраны только в 4 округах, во втором туре — в 28 округах. Всего в двух турах было избрано 32 депутата, в то время как для формирования Парламента необходимо 42 депутата. В начале марта 1997 г. Центральная избирательная комиссия ЧРИ, пересмотрев своё прежнее решение, утвердила и избрание депутатов Парламента ещё по 11 избирательным округам.
| № | № | Партия                            | Получено мандатов |
| - | - | --------------------------------- | ----------------- |
|   | 1 | Партия национальной независимости | 20                |
|   | 2 | Исламский порядок                 | 7                 |
|   | 3 | Беспартийные                      | 29                |

## Реакция Москвы
Президент России Борис Ельцин признал победу Аслана Масхадова, но также заявил, что не признаёт независимости Чечни. Пресс-секретарь Ельцина Сергей Ястржембский сказал, что выборы дают «серьёзную возможность для продуктивных переговоров между федеральным правительством и новым чеченским руководством». Кроме того, по словам последнего, в Кремле не исключали возможности предоставления полной независимости Чечни.

## Позиция наблюдателей
Организация по безопасности и сотрудничеству в Европе направила на выборы десятки наблюдателей. Глава миссии ОБСЕ в Чечне Тим Гульдиман сообщил, что 72 наблюдателя ОБСЕ зарегистрировали лишь незначительные процедурные проблемы, такие как, например, агитация вплоть до дня голосования. По его словам, не было отмечено никаких нарушений, которые могли бы серьёзно повлиять на общие результаты.

## Позиция США
Официальный представитель Госдепартамента США Николас Бернс по итогам выборов заявил, что США «твёрдо придерживаются принципа, согласно которому Чечня является неотъемлемой частью России». Выборы он назвал важным шагом в процессе примирения русских и чеченцев.

## Результаты
| Кандидат           | % голосов            | % голосов          | % голосов        |
| ------------------ | -------------------- | ------------------ | ---------------- |
|                    | Согласно issi.org.pk | Согласно Правда.ру | Согласно ЦИК ЧРИ |
| Аслан Масхадов     | 64,8                 | 59,7               | 59,3             |
| Шамиль Басаев      | 22,7                 | 23,7               | 23,5             |
| Зелимхан Яндарбиев | 12,5                 | 10,2               | 10,1             |
| Другие             | 12,5                 |                    |                  |
| Всего              | 100                  | 100                | 100              |